# Parrotspitze
Parrotspitze, italienska: Punta Parrot, är en 4 432 meter hög bergstopp i Monte Rosamassivet på gränsen mellan Italien och Schweiz. Parrotspitze är Schweiz tionde högsta bergstopp.